# Gustav Svensson
Karl Gustav Johan Svensson (Göteborg, Suècia, 7 de febrer de 1987) és un futbolista suec que juga en la demarcació de migcampista al Guangzhou City. És internacional amb la selecció de Suècia.

## Trajectòria
Svensson va començar a jugar a futbol a l'Azalea BK suec i a l'ES Le Cannet-Rocheville francès. El 2001 va fitxar per l'IFK Göteborg per acabar de formar-se. El 2005 va debutar amb el primer equip i hi va jugar fins al 2010, marcant un total de 8 gols en 101 partits de lliga. Amb el club gotemburguès va guanyar la l'Allsvenskan, la primera divisió sueca, el 2007, una Copa sueca, el 2008, i una Supercopa sueca, el 2008. El 2010 va fitxar pel Bursaspor Kulübü de la lliga turca. Dos anys més tard, el 2012, va fitxar pel Tavriya Simferopol, de la lliga ucraïnesa. El 2014 va tornar a l'IFK Göteborg, amb el qual va guanyar una altra Copa sueca, el 2015. L'any següent, el 2016, va fitxar pel Guangzhou R&F de la Superlliga xinesa. El 2017 va fitxar pel Seattle Sounders FC de la Major League Soccer estatunidenca.

## Internacional
Svensson ha estat internacional amb la selecció de Suècia. Amb la sub21 va disputar el Campionat d'Europa sub21 de 2009, i amb l'absoluta, la Copa del Món de 2018.

## Palmarès[1]
IFK Göteborg
- Lliga sueca (1): 2006-2007
- Copa sueca (2): 2008, 2015
- Supercopa sueca (1): 2008